# Манкапане (Павија)
Манкапане је насеље у Италији у округу Павија, региону Ломбардија.
Према процени из 2011. у насељу је живело 23 становника. Насеље се налази на надморској висини од 174 м.